# LBRY
LBRY es un protocolo de red para la compartición de ficheros y con posibilidad de remuneración mediante sus propias criptomonedas (LBC). A través de LBRY, los ficheros pueden ser publicados, alojados, buscados y descargados. La descarga puede ser gratuita o previo pago con criptomonedas. Por tanto, el protocolo LBRY sustenta su propia plataforma descentralizada de contenido digital.
El proyecto LBRY y sus extensiones están escritos en C++ y son distribuidos bajo la licencia MIT de código abierto. Esta licencia autoriza a crear libremente aplicaciones que usen este protocolo para interactuar con el contenido digital de la red LBRY.

## Objetivo
El objetivo de LBRY es proveer a los publicadores de contenidos una alternativa a las dos formas de publicación actuales:
- Plataformas centralizadas (ej. Youtube). Los propietarios de estas plataformas extraen el 30-55% de los beneficios de los creadores. Por otro lado, obligan a los creadores a cumplir normas opacas y arbitrarias, las cuales cambian sin previo aviso. Además, estas plataformas eligen el contenido que pueden censurar, plegándose a las instrucciones de regímenes represivos en todo el mundo. A cambio de esta censura, tienen acceso a más usuarios y les permite obtener mayores ganancias para sí mismos.
- Plataformas descentralizadas actuales (Ej. Bittorrent). En general, estas plataformas son solo útiles si ya conoces la información hash del contenido que se busca. No suele haber forma de descubrir estos hashes en el protocolo salvo, si acaso, por el nombre del fichero. Por otro lado, no hay incentivos para que los usuarios distribuyan contenido. En gran medida los usuarios distribuyen contenido porque ganan estatus en comunidades privadas, se sienten moralmente obligados o simplemente no entienden lo que está haciendo su cliente. Finalmente, gran parte del contenido infringe la leyes de derechos de autor, lo que contamina la percepción pública del protocolo y eclipsa los muchos aspectos positivos que tiene.

LBRY usa una cadena de bloques para proveer la parte positiva de tener un servidor centralizado (un solo lugar de almacenamiento, fácil búsqueda de contenido, construcción de marca, recompensas por distribución). Además, la cadena de bloques provee una serie de ventajas adicionales:
- No reglas opacas y arbitrarias. Sus reglas están claramente definidas y no pueden ser cambiadas sin el consenso de la comunidad.
- No Extracción de rentas. El costo de la descarga de contenido es transparente, y los publicadores ganan el 100% del precio que ellos indican.
- Resistencia a la censura. La red es pública y nadie puede ser censurado o bloqueado para su uso. Además, nadie puede unilateralmente bloquear o borrar contenido (resistente a censura). Hay que tener en cuenta que las plataformas que usan LBRY sí pueden realizar censura.
- La cadena de bloques registra todo lo que es publicado a LBRY, así que el contenido interesante es fácil de encontrar y el contenido que infringe leyes es difícil de esconder.
- Da a los autores y publicadores más control de su contenido.

## Historia
Fue creado por la compañía LBRY, Inc. en el año 2015 y se publicó en junio de 2016. Para promocionar el uso de LBRY LBRY, Inc. creó el sitio web LBRY.tv que permitía el uso de LBRY para compartir contenido. En mayo de 2020, se habían publicado 3,3 millones de contenidos digitales a través de LBRY

## Funcionamiento
Está  basado en tecnologías de cadena de bloques y de redes de compartición de ficheros Peer-to-peer.
LBRY usa una cadena de bloques pública con un algoritmo de consenso de prueba de trabajo para proporcionar:
- Un índice de contenidos publicados disponibles en la red que permite como descubrir contenido
- Un sistema de pago y registro por el visionado o descarga de contenido de pago.
- Un proveedor de identidad criptográfica de publicadores de contenido.

A la criptomoneda usada en LBRY se le llama LBC (Créditos LBRY) o LBRY Coin.
Las aplicaciones que usan este protocolo pueden permitir a los creadores subir su contenido a su red descentralizada (como BitTorrent), pudiendo proporcionarlo de forma gratuita o opcionalmente indicar un precio, en LBC, por visualización o descarga. El protocolo también permite que los creadores reciban propinas, en LBC, por parte de los usuarios. Adionalmente, Los usuarios pueden obtener LBC como recompensa por realizar tareas simples como ver videos, explorar LBRY, seguir canales, invitar a otros usuarios, o simplemente por crear una cuenta en LBRY y configurar su perfil. El sistema de recompensas de LBRY cambia según la plataforma va creciendo.
Cuando un creador publica algo en LBRY, se realiza una entrada en la cadena de bloques de LBRY. En esta entrada está el contenido del fichero e información con instrucciones sobre cómo descargarlo de la red Peer-to-peer, la licencia con la que lo distribuyes o la cantidad a pagar por la visualización.

## Aplicaciones sobre LBRY
Para usar el protocolo LBRY es necesario usar aplicaciones LBRY que permiten acceder a las distintas funcionalidades del protocolo. Por ejemplo, permitan subir ficheros, alojar contenido, distribuirlo o proveer funcionalidades de billetera digital de LBC. La propia LBRY, Inc. distribuye la aplicación LBRY Desktop con versiones para Windows, MacOS, Linux, Android e iOS. Esta aplicación es de código abierto y cualquiera puede descargarla, modificarla, compilarla y distribuirla. Por tanto, es muy fácil y, dependiendo del país en que residamos también legal, construir tu propia versión de esta aplicación con las características adicionales que la queramos añadir. Si cogemos una versión modificada por otra persona hay que asumir el riesgo de ejecutar un código fuente no fiable, por lo que se recomienda investigar antes la reputación de dicho código. Hay otras aplicaciones que implementan directamente el protocolo, por ejemplo lbrytools y su interfaz gráfica lbrydseed.
Hay sitios web que son aplicaciones web que publican contenido LBRY (ej. Odysee, Hound.fm y lbryworm.com). Estas aplicaciones web usan de forma transparente el protocolo LBRY para acceder a contenidos, facilitando así el acceso a contenido almacenado en la red LBRY y sin tener que descargar una aplicación específica que use directamente el protocolo.
Cada aplicación es libre de establecer sus propios criterios sobre los ficheros que publica. Por ejemplo, odysee.com censura sólo contenido pornográfico, que incite a la violencia o de violencia extrema.

## Resistencia a la censura
Cuando se sube un contenido a LBRY este se almacena en:
- La computadora original que realiza la subida
- Los servidores de LBRY, Inc.
- Las computadoras que han consultado el contenido mediante una aplicación de escritorio que tenga permitido almacenar el contenido. Estas computadoras comparten el contenido disponible a la red LBRY

Por tanto, si las leyes de copyright de USA obligan a la empresa estadounidense LBRY, Inc. a bloquear un contenido, estas restricciones afectan a los servidores de LBRY, Inc. y a cualquier cliente que provee LBRY, Inc. (ej. LBRY Desktop o Odysee etc.). Sin embargo, el contenido no se borrará de la red ya que puede ser accedido por clientes no proporcionados por LBRY, Inc. a partir de aplicaciones no controlados por la compañía. De esta forma se puede evitar la censura y se dice que la filosofía de libertad y contenido incensurable está en el protocolo, no en las plataformas.
Por esta razón, cuando queremos acceder a contenido de la red LBRY que pudiera estar bloqueado, se usan aplicaciones que no implementen ningún tipo de bloqueo de contenido. Hay aplicaciones compiladas que a partir del código fuente de LBRY Desktop le quitan la parte del bloqueo. También hay páginas web que indican como quitar el bloqueo del código fuente de la LBRY Desktop para así poder compilar a mano nuestra propia versión de la LBRY Desktop pero sin restricciones.